# Market–Frankford Subway-Elevated Line
| U-Bahn-Betriebs-/Güterbahnhof Streckenanfang               |      | 69th Street Yard                                       | 69th Street Yard                                       |
| U-Bahn-Bahnhof                                             | 0,0  | 69th Street Terminal                                   | 69th Street Terminal                                   |
| U-Bahn-Haltepunkt / Haltestelle                            | 0,4  | Millbourne                                             | Millbourne                                             |
| U-Bahn-Brücke über Wasserlauf                              |      | Cobbs Creek, zugleich Stadtgrenze                      | Cobbs Creek, zugleich Stadtgrenze                      |
| U-Bahn-Haltepunkt / Haltestelle                            | 0,8  | 63rd Street                                            | 63rd Street                                            |
| U-Bahn-Haltepunkt / Haltestelle                            | 1,1  | 60th Street                                            | 60th Street                                            |
| U-Bahn-Haltepunkt / Haltestelle                            | 1,5  | 56th Street                                            | 56th Street                                            |
| U-Bahn-Haltepunkt / Haltestelle                            | 1,9  | 52nd Street                                            | 52nd Street                                            |
| U-Bahn-Haltepunkt / Haltestelle                            | 2,5  | 46th Street                                            | 46th Street                                            |
| U-Bahn-Abzweig geradeaus und ehemals nach rechts           |      | alte Trasse (bis 30.10.1955, siehe unten)              | alte Trasse (bis 30.10.1955, siehe unten)              |
| U-Bahn-Tunnelanfang                                        |      |                                                        |                                                        |
| U-Bahn-Haltepunkt / Haltestelle (im Tunnel)                | 3,2  | 40th Street                                            | 40th Street                                            |
| U-Bahn-Haltepunkt / Haltestelle (im Tunnel)                | 3,7  | 34th Street                                            | 34th Street                                            |
| U-Bahn-Strecke (im Tunnel)                                 |      | Beginn Parallelverkehr der Subway-Surface Lines        | Beginn Parallelverkehr der Subway-Surface Lines        |
| U-Bahn-Bahnhof (im Tunnel)                                 | 4,1  | 30th Street 30th Street Station                        | 30th Street 30th Street Station                        |
| U-Bahn-Kreuzung mit Tunnelstrecke (im Tunnel)              |      | Northeast Corridor                                     | Northeast Corridor                                     |
|                                                            |      | Schuylkill                                             |                                                        |
| U-Bahn-Abzweig geradeaus und ehemals von links (im Tunnel) |      | alte Trasse (bis 30.10.1955, siehe unten)              | alte Trasse (bis 30.10.1955, siehe unten)              |
| U-Bahn-Strecke (im Tunnel)                                 |      | 22nd Street (nur Subway-Surface Lines)                 | 22nd Street (nur Subway-Surface Lines)                 |
| U-Bahn-Strecke (im Tunnel)                                 |      | 19th Street (nur Subway-Surface Lines)                 | 19th Street (nur Subway-Surface Lines)                 |
| U-Bahn-Bahnhof (im Tunnel)                                 | 5,1  | 15th Street                                            | 15th Street                                            |
| U-Bahn-Kreuzung mit Tunnelstrecke (im Tunnel)              |      | Broad Street Line                                      | Broad Street Line                                      |
| U-Bahn-Strecke (im Tunnel)                                 |      | Juniper Street, Ende der Subway-Surface Lines          | Juniper Street, Ende der Subway-Surface Lines          |
| U-Bahn-Bahnhof (im Tunnel)                                 | 5,4  | 13th Street                                            | 13th Street                                            |
| U-Bahn-Haltepunkt / Haltestelle (im Tunnel)                | 5,6  | 11th Street                                            | 11th Street                                            |
| U-Bahn-Bahnhof (im Tunnel)                                 | 5,8  | 8th Street Broad Street Line, PATCO Speedline          | 8th Street Broad Street Line, PATCO Speedline          |
| U-Bahn-Haltepunkt / Haltestelle (im Tunnel)                | 6,0  | 5th Street                                             | 5th Street                                             |
| U-Bahn-Haltepunkt / Haltestelle (im Tunnel)                | 6,3  | 2nd Street                                             | 2nd Street                                             |
| U-Bahn-Tunnelende                                          |      |                                                        |                                                        |
| U-Bahn-Abzweig geradeaus und ehemals nach rechts           |      | Delaware Avenue Elevated (bis 31.10.1953, siehe unten) | Delaware Avenue Elevated (bis 31.10.1953, siehe unten) |
| U-Bahn-Kreuzung geradeaus unten                            |      | Benjamin Franklin Bridge mit PATCO Speedline           | Benjamin Franklin Bridge mit PATCO Speedline           |
| U-Bahn-Strecke mit Straßenbrücke                           |      | Vine Street Expressway                                 | Vine Street Expressway                                 |
| U-Bahn-Haltepunkt / Haltestelle                            | 7,1  | Spring Garden                                          | Spring Garden                                          |
| U-Bahn-Haltepunkt / Haltestelle                            | 7,8  | Girard                                                 | Girard                                                 |
| U-Bahn-Haltepunkt / Haltestelle                            | 8,5  | Berks (A)                                              | Berks (A)                                              |
| U-Bahn-Haltepunkt / Haltestelle                            | 8,9  | York–Dauphin (B)                                       | York–Dauphin (B)                                       |
| U-Bahn-Haltepunkt / Haltestelle                            | 9,3  | Huntingdon (A)                                         | Huntingdon (A)                                         |
| U-Bahn-Kreuzung mit Eisenbahn geradeaus oben               |      | Richmond Branch der Reading Railroad (Güterbahn)       | Richmond Branch der Reading Railroad (Güterbahn)       |
| U-Bahn-Haltepunkt / Haltestelle                            | 9,6  | Somerset (B)                                           | Somerset (B)                                           |
| U-Bahn-Haltepunkt / Haltestelle                            | 10,2 | Allegheny                                              | Allegheny                                              |
| U-Bahn-Haltepunkt / Haltestelle                            | 10,6 | Tioga (A)                                              | Tioga (A)                                              |
| U-Bahn-Kreuzung mit Eisenbahn geradeaus oben               |      | Northeast Corridor                                     | Northeast Corridor                                     |
| U-Bahn-Haltepunkt / Haltestelle                            | 11,3 | Erie–Torresdale                                        | Erie–Torresdale                                        |
| U-Bahn-Brücke über Wasserlauf                              |      | Frankford Creek                                        | Frankford Creek                                        |
| U-Bahn-Haltepunkt / Haltestelle                            | 11,8 | Church (B)                                             | Church (B)                                             |
| U-Bahn-Haltepunkt / Haltestelle                            | 12,3 | Arrott Transportation Center                           | Arrott Transportation Center                           |
| U-Bahn-Bahnhof                                             | 12,9 | Frankford Transportation Center                        | Frankford Transportation Center                        |
| U-Bahn-Betriebs-/Güterbahnhof Streckenende                 |      | Bridge Street Yard                                     | Bridge Street Yard                                     |

| U-Bahn-Haltepunkt / Haltestelle                             |  | 46th Street                           | 46th Street                           |
| U-Bahn-Abzweig ehemals geradeaus und nach links             |  | neue Trasse (seit 31.10.1955)         | neue Trasse (seit 31.10.1955)         |
| U-Bahn-Haltepunkt / Haltestelle (Strecke außer Betrieb)     |  | 40th Street                           | 40th Street                           |
| U-Bahn-Haltepunkt / Haltestelle (Strecke außer Betrieb)     |  | 36th Street                           | 36th Street                           |
| U-Bahn-Haltepunkt / Haltestelle (Strecke außer Betrieb)     |  | 32nd Street West Philadelphia Station | 32nd Street West Philadelphia Station |
| U-Bahn-Brücke über Wasserlauf (Strecke außer Betrieb)       |  | Schuylkill                            | Schuylkill                            |
| U-Bahn-Tunnelanfang (Strecke außer Betrieb)                 |  | Portal 22nd Street                    | Portal 22nd Street                    |
| U-Bahn-Abzweig ehemals geradeaus und von rechts (im Tunnel) |  | neue Trasse (seit 31.10.1955)         | neue Trasse (seit 31.10.1955)         |
| U-Bahn-Bahnhof (im Tunnel)                                  |  | 15th Street                           | 15th Street                           |

| U-Bahn-Haltepunkt / Haltestelle (im Tunnel)             |  | 2nd Street      | 2nd Street      |
| U-Bahn-Tunnelende                                       |  |                 |                 |
| U-Bahn-Abzweig ehemals geradeaus und nach links         |  | nach Frankford  | nach Frankford  |
| U-Bahn-Haltepunkt / Haltestelle (Strecke außer Betrieb) |  | Chestnut Street | Chestnut Street |
| U-Bahn-Kopfbahnhof Streckenende (Strecke außer Betrieb) |  | South Street    | South Street    |

Die SEPTA Market–Frankford Subway-Elevated Line, kurz Market–Frankford Line ist eine elektrisch betriebene Hoch- und Untergrundbahn in Philadelphia, Pennsylvania. Sie ist 20,76 km lang und hat 28 Stationen. Sie wird von der Southeastern Pennsylvania Transportation Authority (SEPTA) betrieben und entsprechend der Erkennungsfarbe auf Liniennetzplänen und Schildern auch als Blue Line bezeichnet. Die Spurweite beträgt 1581 mm (5 Fuß 2,25 Zoll).
Die Bezeichnung Market–Frankford leitet sich vom befahrenen Straßenzug der Market Street sowie dem nördlichen Streckenendpunkt Frankford ab. Die Strecke wird in der Öffentlichkeit als Hochbahn oder „the El“ angesehen, weil sie im Gegensatz zu den anderen beiden Schnellbahnen der Stadt, der Broad Street Line und der PATCO Speedline, zu einem Großteil aufgeständert angelegt ist.

## Verlauf
Die Strecke beginnt etwa einen Kilometer Luftlinie westlich der Stadtgrenze Philadelphias am 69th Street Terminal an der Market Street in Upper Darby Township, Delaware County. Dort besteht Anschluss an 17 Buslinien sowie die Überlandstraßenbahnen 101 und 102 der Suburban Transit Division, die die westlichen Vororte Philadelphias erschließen. Westlich des Bahnhofs schließt eine Wendeschleife an; das Gelände der Hauptwerkstatt und des Betriebshofs liegt nördlich davon und wird über eine 90-Grad-Kurve erreicht.
Von der 69th Street aus führt die Strecke zunächst nach Nordosten und dann in einem Bogen und ebenerdig um die Ortschaft Millbourne herum. Etwa 800 Fuß (knapp 250 m) westlich der Station 63rd Street beginnt der aufgeständerte Streckenabschnitt. Dahinter überquert die Strecke den Cobbs Creek, der die Stadtgrenze Philadelphias markiert. Dort trifft sie auch wieder auf die Market Street und verläuft darüber weiter Richtung Osten. Hinter der Station 46th Street beginnt der insgesamt knapp sechs Kilometer lange Innenstadttunnel. In Höhe der 33rd Street münden dann die Subway–Surface Trolley Lines in den jetzt viergleisigen Tunnel ein. Die Züge der Market–Frankford Line befahren dabei das innere Gleispaar und die U-Straßenbahnen das äußere, wobei auf der gesamten Länge keine Gleisverbindung besteht. Die folgenden Stationen 30th Street und 15th Street werden gemeinsam an verschiedenen Bahnsteigen bedient. Dazwischen liegen mit 22nd Street und 19th Street zwei Stationen, an denen nur die Subway-Surface Lines halten.

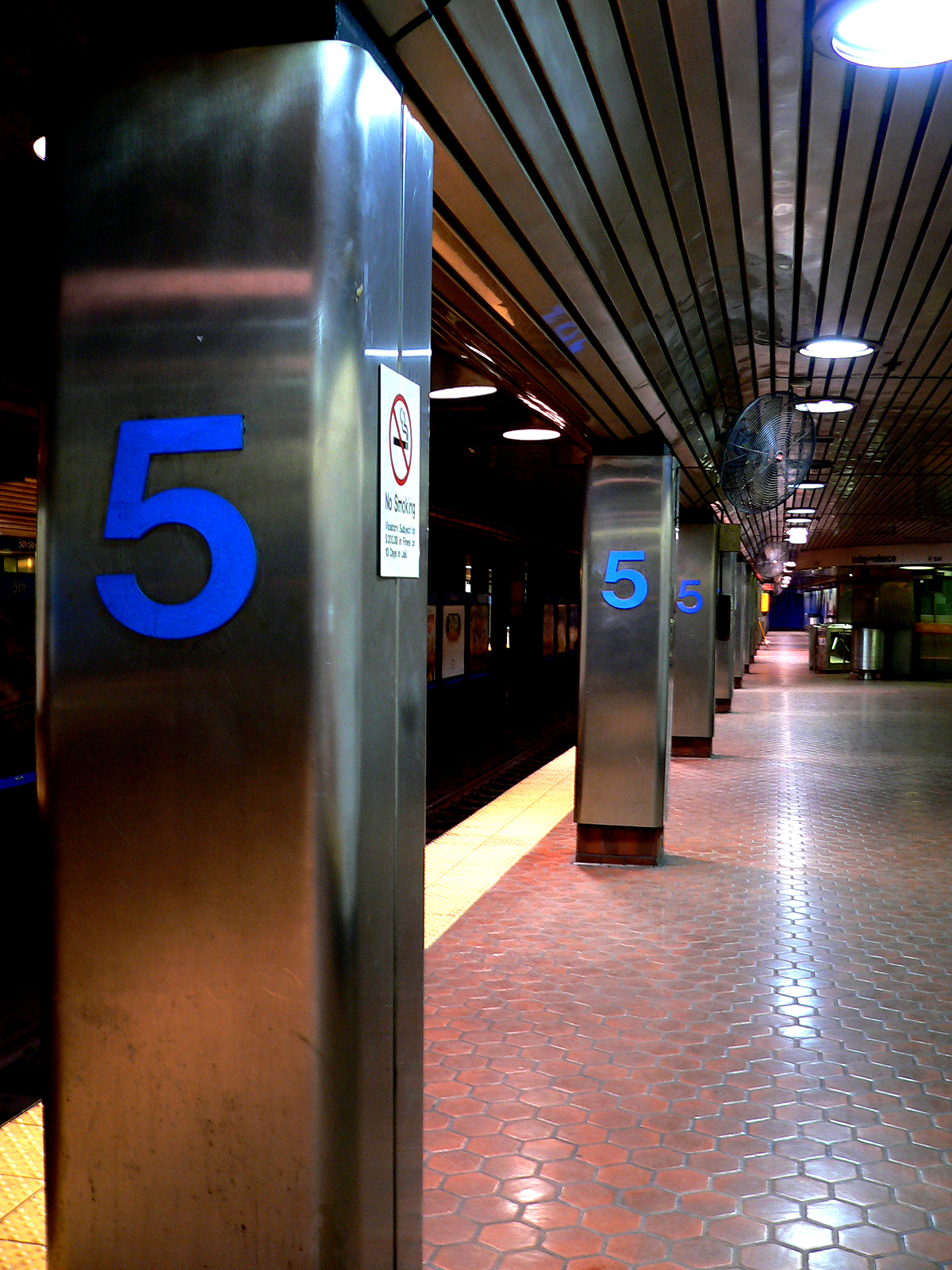
U-Bahnhof 5^{th} Street

Nach Unterquerung des Schuylkill erreicht die Strecke die Innenstadt. Dort enden die Gleise der Subway-Surface Lines mit einer Schleife vor der Station 13th Street, und nur die Market–Frankford Line führt weiter nach Osten bis zum Ufer des Delaware. Dort biegt sie Richtung Norden ab und erscheint im Mittelstreifen der Interstate 95 wieder an der Oberfläche. Hinter der Station Spring Garden inmitten der Autobahn verläuft sie entlang der North Front Street als Hochbahn weiter nach Norden. In Höhe der Station York–Dauphin biegt sie nach Nordosten auf die Kensington Avenue ab und erreicht kurz vor der Station Church die Frankford Avenue und schließlich die Endstation Frankford Transportation Center.
Die Station Frankford Transportation Center liegt inmitten des Stadtteils Frankford an der Südwestspitze des North Cedar Hill Cemetery. Sie trug bis zu ihrer Modernisierung 2003 den Namen Bridge–Pratt nach zwei dort kreuzenden Straßen. Direkt unter dem Bahnsteig liegt ebenerdig ein Busbahnhof. Nördlich der Station schließt der Betriebshof an, der über eine Doppelkurve erreicht werden kann. Daneben steht ein Parkhaus mit 1000 Stellplätzen.
Ursprünglich gab es zudem eine Zweigstrecke hinunter zu den Fähranlegern am Delaware, die Delaware Avenue Elevated. Sie zweigte hinter der Station 2nd Street Richtung Süden ab und führte entlang der Uferlinie des Delaware bis zur South Street. Sie diente zur Anbindung der Fähranleger am Delaware und umfasste die Stationen Chestnut Street und South Street. Diese wegen ihrer Zubringerfunktion auch „Ferry Line“ genannte Strecke wurde 1953 stillgelegt.
Von den verbliebenen insgesamt 28 Stationen sind 16 aufgeständert, drei liegen ebenerdig, neun befinden sich in Tunnellage. In der Innenstadt liegen die Stationen wesentlich dichter beieinander als an der Peripherie. Die Bahnhöfe sind mittlerweile mehrheitlich behindertengerecht.

## Geschichte

### Die Market Street Subway-Elevated Line

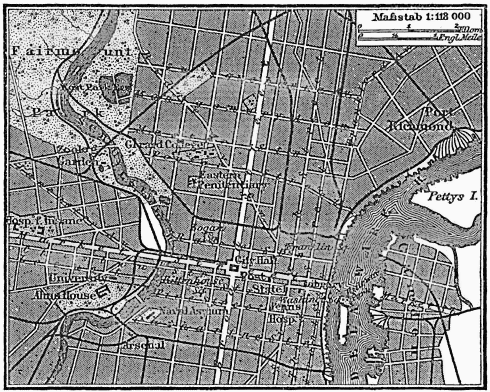
Die Market Street war die wichtigste Straße in Ost-West-Richtung

Mitte des 19. Jahrhunderts war Philadelphia eine der am stärksten wachsenden Städte der Vereinigten Staaten. Dies verdankte die Stadt vor allem ihrer gut ausgebauten öffentlichen Verkehrsinfrastruktur in Form von Pferdeomnibussen und Straßenbahnen. Die Market Street bildete dabei die Hauptverkehrsader in Ost-West-Richtung. Mit zunehmender Einwohnerzahl und der rasanten Ausdehnung der Stadt Richtung Westen besonders entlang dieser Straße wurden die bisherigen Verkehrsmittel mit ihrer Durchschnittsgeschwindigkeit von 4 mph (6,43 km/h) den Anforderungen immer weniger gerecht.
Dazu kam, dass sich einige wichtige Einrichtungen der Stadt, wie das Krankenhaus und die Universitäten, westlich des Schuylkill befanden. Mit der 1864 eröffneten West Philadelphia Station der Pennsylvania Railroad entstand zudem ein bedeutender Verkehrsknoten für den Personenverkehr.
Die ersten Planungen zum Bau einer Hochbahn entlang dieser wichtigen Ost-West-Achse begannen bereits in den 1890er Jahren. Doch das Projekt sollte zunächst am Widerstand der Anwohner, steigenden Kosten und technischen Unwägbarkeiten scheitern. Erst als sich kurz nach der Jahrhundertwende Investoren von außerhalb ankündigten, gründete der bisherige Straßenbahn-Monopolist Union Traction die Philadelphia Rapid Transit Company (PRT) aus, um die erforderliche Geldmenge und die Baugenehmigung zu beschaffen. Diese Kombination sollte den Weg für das angestrebte Verkehrsprojekt schließlich freimachen.
So begann die PRT 1903 mit dem Bau der Market Street Subway-Elevated Line entlang der Market Street. Der erste Abschnitt zwischen 69th Street und 15th Street ging am 4. März 1907 in Betrieb. Der Tunnel bis 2nd Street folgte am 3. August 1908. Die Station Chestnut Street und damit die Fähranleger am Delaware wurden am 7. September, South Street am 4. Oktober desselben Jahres erreicht. Die für den Betrieb zuständige Tochtergesellschaft hieß Market Street Elevated Passenger Railway Company.
Die Strecke wurde ursprünglich von Westen her noch bis in Höhe 30th Street als Hochbahn ausgeführt. Dort wurde die Trasse nach Norden hin verschwenkt und überquerte auf einer separaten Brücke parallel zur Market Street den Schuylkill. Am anderen Ufer mündete die Strecke in Höhe der 22nd Street gemeinsam mit den Subway-Surface Lines in den viergleisigen Tunnel.

### Die Frankford Elevated Railway
Mit 18 Millionen Dollar Baukosten stellte sich die Market Street Line als doppelt so teuer wie ursprünglich angenommen heraus und brachte die PRT in finanzielle Schwierigkeiten. Die Forderungen von Seiten der Stadt, weitere Hochbahnen zu bauen, konnten aus Kostengründen nicht mehr erfüllt werden. Schon die ursprünglich geplante Schleife in der Innenstadt unter der Broad Street, 8th Street, Walnut Street und Arch Street wurde nicht mehr gebaut.
Somit begann die Stadt 1915 in Eigenregie mit dem Bau der Hochbahn nach Norden Richtung Frankford. Die Frankford Elevated Railway sollte zwischen den Stationen 2nd Street und Chestnut Street von der Market Street Line abzweigen und entlang der Kensington Avenue nach Frankford und darüber hinaus bis nach Holmesburg verlaufen. Nach Fertigstellung der Strecke sollte sie für den Betrieb an die PRT vermietet werden. Die technische Ausstattung wurde kompatibel zur Market Street Line gewählt, damit ein durchgehender Betrieb möglich war. Die Züge sollten nun abwechselnd in Relation 69th Street–South Street und 69th Street–Frankford–Holmesburg fahren.
Die Frankford Elevated sollte ursprünglich 1918 fertiggestellt sein, doch Materialknappheit während des Ersten Weltkrieges verzögerte die Arbeiten, sodass die Strecke erst am 5. November 1922 den Betrieb aufnehmen konnte. Aus finanziellen Gründen wurde die Hochbahn zudem nur bis zur Station Bridge Street in Frankford, dem heutigen Frankford Transportation Center fertiggestellt und war damit drei Meilen kürzer als ursprünglich geplant.

### Technische Besonderheiten

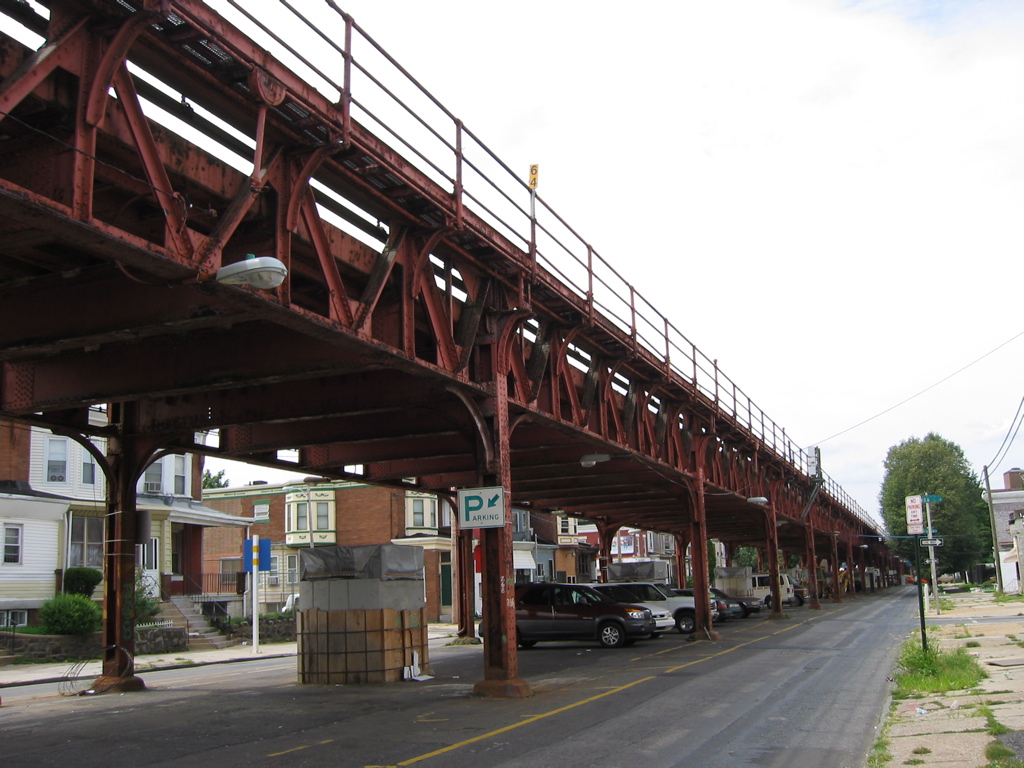
Tragwerkskonstruktion der Market Street Line mit den überstehenden Längsträgern

Die Market Street Line wies bei ihrer Eröffnung einige technische Neuerungen und Besonderheiten auf, die auch bei der Frankford Elevated übernommen wurden. Dazu gehörten elektrisch fernbedienbare Weichen, elektro-pneumatische Zugsicherung und eine neuartige Bauform der Stromschiene, die von unten bestrichen wurde. Entlang der aufgeständerten Streckenabschnitte wurden zu beiden Seiten der Trasse nach oben überstehende Längsträger mit aufmontierten Laufstegen für das Streckenpersonal angebracht. Damit sollte verhindert werden, dass entgleisende Züge von der Trasse stürzen.
Die aufgeständerten Streckenabschnitte wurden als Stahl-Tragwerkskonstruktion ausgeführt. Dabei wurde entlang der Trasse links und rechts je eine Stützenreihe im Boden verankert, die jeweils in Längsrichtung mit einem Fachwerkträger überspannt wurden. Zwischen diesen Längsträgern wurde wiederum ein neuartiger Betontrog mit Trägerschalung und darunter verlaufenden Querträgern gesetzt. Darauf wurden eingeschotterte Schwellengleise verlegt, was die Geräuschentwicklung gegenüber anderen Hochbahnen aus dieser Zeit stark verringerte. Die Spurweite von 1581 mm (5 Fuß 2,25 Zoll) entsprach der sogenannten Pennsylvania-Breitspur, die schon zuvor bei den Straßenbahnen der PRT eingesetzt wurde.

### Im Wandel der Zeit
Als 1926 die Benjamin Franklin Bridge eröffnet wurde, gingen die Fahrgastzahlen in Richtung Fähranleger spürbar zurück. Diese Entwicklung verstärkte sich noch weiter, als nach Inbetriebnahme der Bridge Line im Juni 1936 eine Bahnverbindung von der 8th Street über den Delaware hinüber nach Camden bestand. Die Fahrten zur South Street wurden daraufhin ab 1937 zahlenmäßig reduziert und 1939 „vorübergehend“ eingestellt. Der Betrieb wurde während des Zweiten Weltkrieges zwar wieder aufgenommen, doch am 31. Oktober 1953, 19 Monate nach Ende des Fährbetriebs, letztlich endgültig eingestellt. Anschließend wurde das Streckenstück abgebaut.
Durch die stetige Zunahme von Verkehrsstaus in der Innenstadt sah sich die Stadt dazu genötigt, einen Teil der Hochbahn entlang der Market Street durch einen U-Bahn-Tunnel zu ersetzen. Dazu sollte der bestehende Innenstadttunnel von der 22nd Street unter dem Schuylkill hindurch bis zur 44th Street verlängert werden. Ebenso sollten die Subway-Surface Lines neue Tunnelmündungen abseits der Market Street erhalten. Die Bauarbeiten für das 29 Millionen Dollar teure Projekt begannen 1930, doch finanzielle und technische Probleme setzten dem Unternehmen 1933 ein Ende. Zu diesem Zeitpunkt war der Tunnel bis in Höhe 32nd Street im Rohbau fertiggestellt. In den Jahren danach verhinderte der Zweite Weltkrieg den Weiterbau, sodass die Arbeiten erst 1947 wieder aufgenommen werden konnten. Am 31. Oktober 1955 wurde der Tunnel schließlich eröffnet und die Hochbahn in den Monaten darauf abgebaut. Die Baukosten lagen am Ende bei 40 Millionen Dollar.
Als Mitte der 1970er Jahre die Interstate 95 gebaut wurde, musste ein Teilabschnitt der Frankford Elevated verlegt werden. Die ursprüngliche Hochbahntrasse zwischen der östlichen Tunnelrampe und der Station Girard entlang der North Front Street wurde abgebrochen, und die Gleise in den Mittelstreifen der Autobahn verlegt. Dabei wurde auch die Station Fairmount Ecke Fairmount Avenue und North Front Street durch die heutige Station Spring Garden im Mittelstreifen der Autobahn ersetzt. Der neue Bahnhof ging am 15. Mai 1977 in Betrieb.
Die insgesamt 1,2 Meilen (1,93 km) Neubaustrecke wurde aus den Bundesmitteln für den Autobahnbau finanziert.

### Modernisierung
Die finanziellen Probleme, die der Bau der Market Street Line einst mit sich gebracht hatte, konnte die PRT nicht mehr aus eigener Kraft überwinden. Notwendige Modernisierungs- und Wartungsarbeiten unterblieben damit in den folgenden Jahrzehnten weitgehend. So machte sich bereits seit den 1950er Jahren ein zunehmender Verfall der Betriebsanlagen bemerkbar. Auch die Übernahme des Betriebs durch die mit öffentlichen Geldern gestützte SEPTA 1968 vermochte, keine Abhilfe zu schaffen. Im Rahmen einer Untersuchung aus dem Jahre 1983 stellte sich heraus, dass die einzige wirtschaftliche Lösung darin bestand, den Fahrweg auf der gesamten Länge sowie eine Vielzahl von Bahnhöfen vollständig neu zu bauen.
Nachdem die Federal Transit Administration (FTA) die notwendigen Zuschüsse für ein solches Projekt gewährt hatte, begannen Ende der 1980er Jahre die Arbeiten auf dem Frankforder Ast. Dabei wurden Fahrbahn und Längsträger der aufgeständerten Abschnitte erneuert und die meisten Stationen behindertengerecht ausgebaut. Die Gleise verlaufen nun auf Fester Fahrbahn in einem Betontrog, der auf vier parallel angeordneten Längsträgern ruht. Die Gesamtkosten beliefen sich in diesem Abschnitt auf 493 Millionen Dollar. Weitere 180 Millionen Dollar wurden bis 2006 für den Neubau des Frankford Transportation Center aufgewendet.
An der Market Street laufen seit 2002 die Modernisierungsarbeiten. Hier soll bis Herbst 2009 die gesamte Trasse auf einer Länge von 11.000 Fuß (3,36 km) für 627 Millionen Dollar vollständig ersetzt werden. Hierbei werden vorerst fünf Stationen neu gebaut. Die alten Stützen sollen durch neue in Gestalt eines T ersetzt werden, die dann mittig angeordnet werden, um die Verkehrsbehinderungen auf der Straße zu reduzieren.

## Betrieb
Die Züge der Market–Frankford Line bestehen im Regelfall aus sechs Wagen und verkehren täglich von 5:00 Uhr bis 0:30 Uhr. Montag bis Freitag kommt tagsüber mindestens alle 8 Minuten, Samstag und Sonntag tagsüber alle 10 Minuten ein Zug pro Richtung, nachts fahren Busse alle 15 Minuten. Die Reisezeit zwischen 69th Street und Frankford Transportation Center beträgt 39 Minuten, der Bus benötigt 65 Minuten.
Seit dem 30. Januar 1956 werden zur Stoßzeit einige weniger stark frequentierte Halte alternierend bedient (Skip-stop). Diese dafür mit ‚A‘ und ‚B‘ gekennzeichneten Halte liegen allesamt auf dem Frankforder Ast. A-Halte sind Berks, Huntingdon und Tioga, B-Halte York-Dauphin, Somerset und Church. Die Züge besitzen zur entsprechenden Kennzeichnung der bedienten Halte an der Stirnseite mittig eine Leuchtanzeige für die beiden Buchstaben.
2005 verzeichnete die Market–Frankford Line 52,2 Millionen Fahrgäste. Die Züge legten im selben Zeitraum insgesamt 13,84 Millionen Nutzwagenkilometer zurück. Bei einem Gesamtumsatz von 54,31 Millionen Dollar und 86,6 Millionen Dollar Betriebskosten erreichte sie einen Kostendeckungsgrad von 63 %, was für US-amerikanische Verhältnisse ein hoher Wert ist.

## Fahrzeuge
Bis heute (2007) kamen auf der Market–Frankford Line vier verschiedene Fahrzeugtypen für den Personentransport zum Einsatz.

### Class A-8
Die PRT bezog die ersten 40 Solotriebwagen der Class A-8 für ihre Market Street Line von Pressed Steel Car Company, Pittsburgh. Wegen des erhöhten Verkehrsaufkommens wurden bereits in den ersten fünf Jahren nach der Streckeneröffnung sukzessive weitere 175 Wagen desselben Typs beschafft, wobei die letzten 80 Stück von der J. G. Brill and Company, Philadelphia, gebaut wurden. Die Wagen der Class A-8 erhielten die Nummern 1–215.
Die Fahrzeuge besaßen einen Wagenkasten aus Stahl mit drei druckluftbetriebenen, einflügeligen Taschenschiebetüren je Seite. Die Türen befanden sich an den äußeren Enden und in der Mitte des Wagens. Damit ähnelten die Wagen denjenigen Typen, die die Interborough Rapid Transit Company (IRT) zuvor für ihre New Yorker U-Bahn beschafft hatte. Für den Antrieb sorgten zwei Fahrmotoren zu je 125 PS. Der Innenraum war mit Mahagoni ausgekleidet, und Rattansitze boten Platz für 52 Personen. Durch eine zentrale Steuerung und den Verzicht auf unmotorisierte Hänger konnten Züge beliebiger Länge gebildet werden; eine Praxis, die man von der London Underground übernommen hatte.

### Class A-15
Für die Frankford Elevated Railway wurden andere Fahrzeuge beschafft, die zwar die gleiche Antriebstechnik besaßen, aber nicht mit den A-8 gekuppelt werden konnten. Wesentliche äußerliche Merkmale dieser Class A-15 waren das flache Dach und eine veränderte Anordnung der Türen, die sich gleichmäßiger über die Längsseite verteilten. Diese Türanordnung war 1912 erstmals auf der heutigen Red Line der Massachusetts Bay Transportation Authority offenbar erfolgreich eingesetzt worden. Die 100 Wagen mit den Nummern 501–600 wurden 1922 wiederum von Brill geliefert.

### M-3
Beide Fahrzeugtypen waren gegen Mitte der 1950er Jahre austauschreif. Doch die seit 1940 zuständige Rechtsnachfolgerin der PRT, die Philadelphia Transportation Company (PTC) konnte die dafür erforderlichen finanziellen Mittel nicht aufbringen. 1956 sprang schließlich die Stadt ein und kaufte 270 neue Schnellbahnwagen für insgesamt 24,5 Millionen Dollar und vermietete diese an die PTC.
Der von Budd gebaute Triebwagen vom Typ M-3 wurde vor allem auf hohe Beschleunigungswerte, hohe Geschwindigkeit und lange Haltbarkeit ausgelegt. So waren alle Achsen mit je 100 PS angetrieben, sodass sich die Reisezeit zwischen den Endstationen von 45 auf die heutigen 39 Minuten verringerte, und der Wagenkasten bestand aus rostfreiem Stahl. Darüber hinaus wies der M-3 vier markante Entlüftungshutzen auf dem Dach auf, die als Ausgleich für die fehlende Klimaanlage dienen sollten. Diese Besonderheit brachte ihm den Spitznamen „Almond Joy“ (deutsch: „Mandelfreude“, sinngemäß „Mandelhäubchen“, idiomatisch „Kinder Riegel“) nach einem bekannten Schokoriegel ein. Die 46 Solotriebwagen mit den Nummern 601–646 sowie 112 Doppeltriebwagen mit den Nummern 701–924 wurden 1959–61 ausgeliefert.

### M-4
Die M-3-Wagen wurden bereits ab 1997, gut zehn Jahre vor Ende ihrer prognostizierten Lebensdauer ausgemustert. Dies war nicht nur in der fehlenden Klimaanlage, sondern auch in einigen Alterungserscheinungen begründet, die durch zunehmende Verschleppung von Wartung hervorgerufen wurden. So kam es beispielsweise aufgrund dessen am 7. März 1990 zu einem schweren Unfall mit vier Toten und 158 Verletzten, als ein Zug zur morgendlichen Stoßzeit in der Nähe der Station 30th Street entgleiste, weil ein Motorlager gebrochen war.
Die Nachfolge des M-3 trat in den Jahren 1997–99 der Typ M-4 von Adtranz an. Auch dieser besitzt einen Wagenkasten aus rostfreiem Stahl. Dazu kommen Drehstrommotoren für entsprechend hohe Beschleunigungswerte und eine behindertengerechte Ausstattung. Der hohe Querschnitt des Innenstadttunnels ermöglichte die Montage der Klimaanlagen auf dem Fahrzeugdach. Die 110 Doppeltriebwagen erhielten die Nummern 1001 bis 1220 und kosteten 1,29 Millionen Dollar pro Stück.

### M-5
Aufgrund von Problemen mit der Zuverlässigkeit der M-4-Wagen, welche dazu führen, dass nur 85 Wagen einsatzbereit sind, während für den Betrieb eigentlich 96 Wagen erforderlich wären, wurde die Beschaffung des Typs M-5 zum Ersatz des Typs M-4 ausgeschrieben. Es ist geplant, bis 2030 insgesamt 200 Einzelwagen zu beschaffen, die insgesamt 800 Mio. US-$ kosten sollen, von denen 317 Mio. US-$ über den Infrastructure Investment and Jobs Act aus Bundesmitteln finanziert werden sollen, wobei für die Ertüchtigung des Signalsystems weitere 150 Mio. US-$ vorgesehen sind. Am 25. Juli 2024 wurde bekanntgegeben, dass der Zuschlag zur Lieferung der Wagen an Hitachi erteilt wurde, wobei die Lieferung zwischen 2029 und 2031 erfolgen soll und neben einer festen Bestellung von 200 Wagen eine Option auf 40 zusätzliche Wagen besteht.